# Dobrudja Meridional
La Dobrudja Meridional (Южна Добруджа, Iujna Dobrudja en búlgar; Dobrogea de sud o Cadrilater en romanès) és una zona del nord-est de Bulgària que comprèn els districtes administratius de les dues ciutats principals de la zona, Dòbritx i Silistra. Té una extensió de 7.565 km² i una població de 358.000 habitants.

## Història

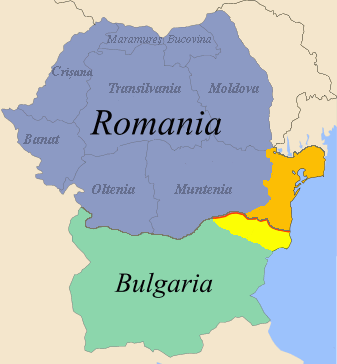
Mapa de Romania i Bulgària amb el Cadrilater o Dobrudja Meridional assenyalada en groc.

Al començament de l'era moderna, la Dobrudja Meridional tenia una població mixta de búlgars i turcs amb petites minories de gagaüsos, tàtars de Crimea i romanesos. El 1910, dels 282.007 habitants de la Dobrudja Meridional, 134.355 (el 47,6%) eren búlgars, 106.568 (37,8%) turcs, 12.192 (4,3%) gitanos, 11.718 (4,1%) tàtars i 6.484 (2,4%) romanesos.
La Dobrudja Meridional formà part del principat autònom búlgar en l'època de la independència de Bulgària de l'Imperi Otomà del 1878 fins a les Guerres Balcàniques. Després de la derrota de Bulgària en la Segona Guerra Balcànica, la regió fou incorporada a Romania el 1913 pel Tractat de Bucarest. Romania dominà la Dobrudja Meridional fins al 1940 i hi assentà milers d'aromanesos de Bulgària, Macedònia del Nord i Grècia, així com romanesos de Valàquia.
El 7 de setembre de 1940 la Dobrudja Meridional fou retornada a Bulgària pel Tractat de Craiova. El tractat contenia l'obligació d'intercanvi de població: uns 110.000 romanesos (gairebé el 95% d'ells assentats després de 1913) foren obligats a marxar de la Dobrudja Meridional, mentre que 77.000 búlgars foren obligats a marxar de la Dobrudja Septentrional. Només hi restaren uns centenars de romanesos i aromanesos, que encara hi romanen avui dia.